# خانه فدائی
خانه فدائی مربوط به دوره قاجار است و در اصفهان، خیابان نشاط، بازارچه حسن‌آباد، مجاور مسجد ساروتقی، پلاک ۱۳۸ واقع شده و این اثر در تاریخ ۲۰ اسفند ۱۳۸۵ با شمارهٔ ثبت ۱۸۱۰۱ به‌عنوان یکی از آثار ملی ایران به ثبت رسیده است.